# 古羅馬文化
羅馬帝國在許多文化方面達到了登峰造極，可能僅是其中一部份。總的來說，羅馬文化繼承了諸多希臘化文明，其程度更甚雅典。從西元二世紀起，希臘文化就變成帝國文化，並經羅馬人改造後得以普及。再於古文明晚期發展出一種新藝術，是拜占庭和羅曼藝術的前身。

## 文学
有屋大维时期的诗人维吉尔，他的早期作品有《牧歌》10篇，主要是歌咏田园生活。前29年，维吉尔发表《田园诗》4卷（又译《农事诗》），主要谈论农事生产，也歌咏田园风光，内容为第一卷论种庄稼，第二卷论种果树，第三卷论养牲畜，第四卷论养蜜蜂。晚年，维吉尔又著有史诗《埃涅阿斯紀》（又译《伊尼阿特》）12卷，写的是罗马神话中的英雄埃阿涅斯如何逃出特罗伊，来到意大利并称王的故事。
奥维德以情诗闻名，成名之作为《恋歌》3卷49首，是一部情诗集。又著有《淑女书简》21篇，係奥维德取材神话故事，以爱情故事中的女主角口吻写的情书。奥维德所著的《爱经》，由于违反了屋大维“澄清风俗”的政策，被判处流放黑海地区。长诗《变形记》为奥维德代表作，大约写于流放时期，改写了许多神话传说，情节多变，想像奇特，长于心理描写。

## 史学
屋大维时期的史学家李维，著有《罗马建城以来史》（又称《罗马史》）142卷，现存36卷，叙述传说中的罗慕路斯建罗马城至9年的历史，是西方史学的第一部通史。

塔西陀著有《历史》12卷，主要叙述弗拉维王朝统治时期的历史。由于塔西陀生活在这一时期，许多的历史事件都亲身经历过，所以叙事也相当详细和生动。由于塔西陀政治上倾向于共和派，反对皇帝，所以在书中批评现实歌咏古代英雄。另外塔西陀著述有所褒贬，对各色历史人物进行批评和褒扬，旨在发扬高尚道德。此外，塔西陀还有《日耳曼尼亚志》和《编年史》等著作传世。

## 哲学

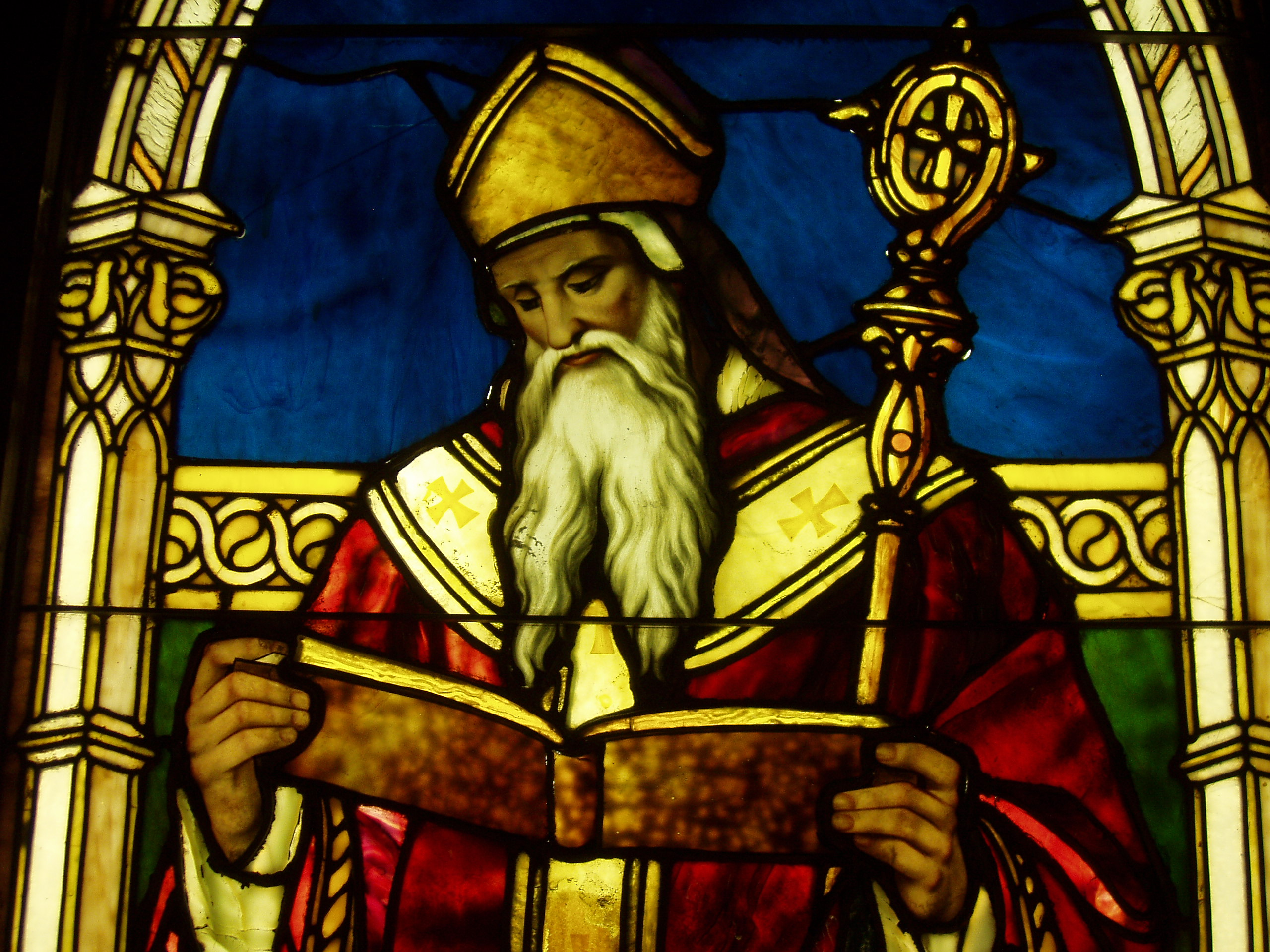
圣奥古斯丁

新斯多葛派哲学在帝国时期盛行，主要哲学家有辛尼加和皇帝马克奥里略，宣扬宿命论和禁欲主义。
3世纪危机后，新柏拉图主义集中了当时的神秘主义，代表人物普罗提诺和普罗克洛。称神为世界本源，是绝对无限的存在，且不可认识。而人的肉体是罪恶的本源，人必须要摆脱肉体，方能与神交往，获得真理。这便是“人神合一”的学说。
基督教方面出现了被称为“教父神学”的神学，代表人物是圣奥古斯丁。圣奥古斯丁著有《论上帝之城》、《忏悔录》等，将新柏拉图主义融入基督教教义中。教父哲学以哲学论证很多现今的基本教义，主要的有神论、三位一体论、创世论、原罪论、救赎论和天国论等等。

## 科学
老普林尼著有《自然史》37卷，内容包括当时科学的各个方面，涉及天文、地理、生物、医学、农业、矿物等等。《自然史》以老普林尼在多年读书和见闻的笔记为基础写成，全书并无分类，较为杂乱，《自然史》的最大成就在于记叙了各种事物2万多项，摘录各种文献2千多种，是古代极其少见的百科全书式著作。

### 天文学方面
埃及亚历山大里亚的天文学家托勒密，著有《天文集》13卷。该书集古代希腊罗马天文学之大成，书中使用几何系统来描述天体运动，并有包括1022颗恒星的星图，在古代是极其完备的。另外书中还论及历法的推算，日月食的推算以及天文仪器的制作与使用等等。但由于托勒密信奉“地心说”，为了使这种理论成立，他设计了一种极其复杂的天体几何系统，以解决一些地心说的推算与实际不符的问题，使推算结果与实际观测大致相近。在哥白尼提出“日心说”之前，托勒密的学说在欧洲占统治地位。

### 医学方面
在提比略时期有名医塞尔苏斯，著有《医学大全》8卷，其中7-8卷记载了许多手术，且叙述详细。马克奥里略时期，有名医盖伦），他任御医多年，著述颇多。盖伦使用猴类解剖以推测人类的身体结构，拓开了解剖学的先河。盖伦还提出“三灵气”说，即“活力灵气”、“自然灵气”、“灵魂灵气”，以解释人体的生理机制。盖伦的药物学著述介绍了各种药材，大约有820餘种，包括动物、植物和矿物。盖伦的学说被中世纪的西方奉为经典，直到17世纪哈维提出血液循环理论。

### 地理学方面
斯特拉波著有《地理学》17卷。其中对当时罗马人的“已知世界”描写详尽，内容包括欧洲各地以及西亚和北非，涉及各地的自然地理与人文地理，在书中还探讨了环境对各地经济生活的影响以及对城市的研究。在地理大发现以前，该书是西方最为详尽的地理著作。

### 农业方面
西班牙人科路美拉著有《农业论》12卷，讲述农牧技术和管理以及社会经济，这本著作對中世纪的庄园有很大影响。

## 法学
2世纪的法学家盖约著有《法学阶梯》。3世纪，法学家以此编成了《格列哥里安法典》和《赫尔莫格尼安法典》，保存了大量皇帝敕令和法令。
羅馬法對現代社會的法律制定有深遠影響，現在大陸法系國家的法律，如債法、物權法等法律，皆帶有深厚羅馬法的影子。

## 藝術
承接希臘時代後期的寫實風格，作品大多數都是塑像。

## 建筑

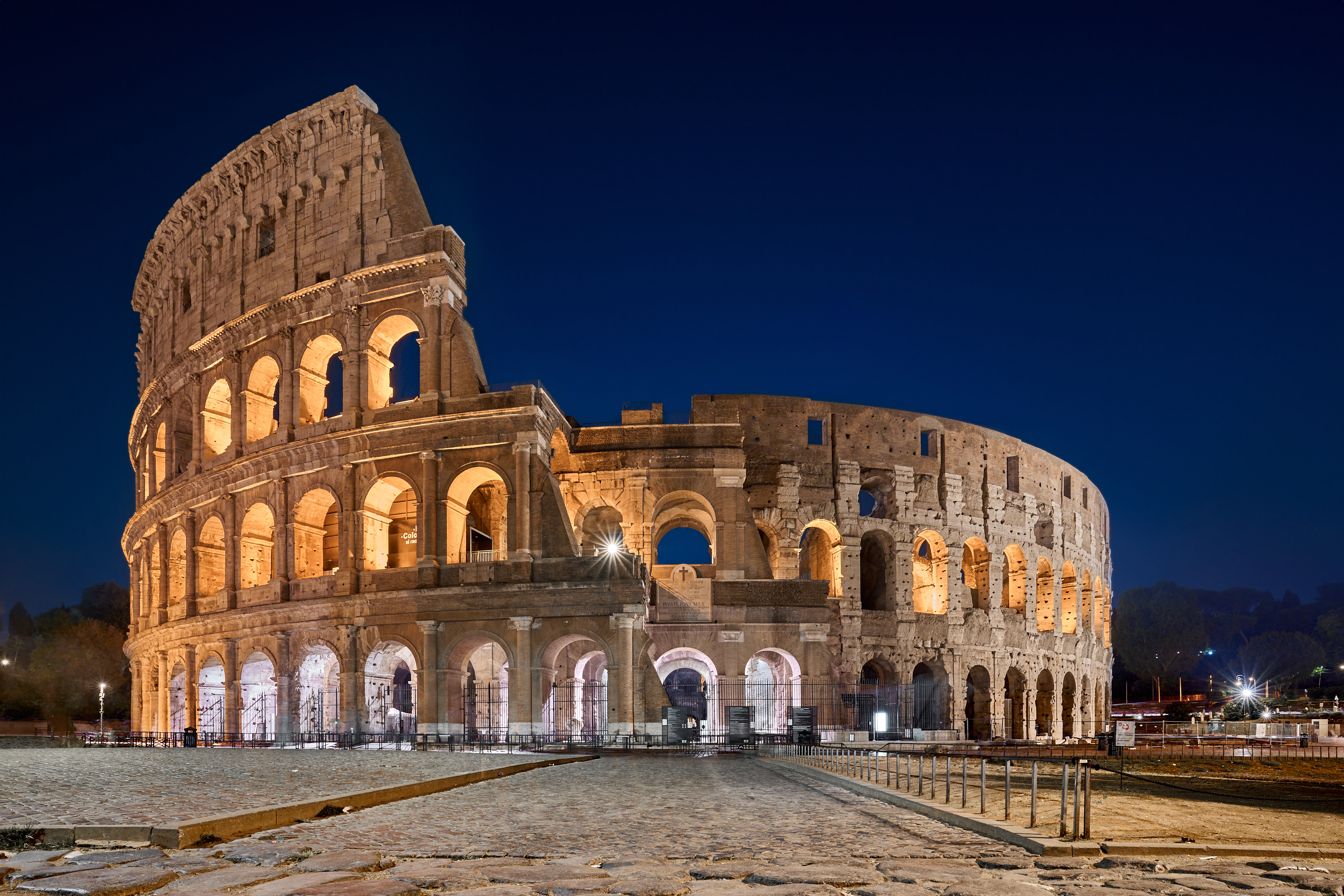
罗马竞技场

罗马大竞技场建于弗拉维王朝时期，有3层拱门，可容纳数万人，是举行角斗表演的地方，修有复杂的地下设施供角斗表演使用，甚至可以灌水来进行海战表演。凯旋门也发源于罗马，是为皇帝凯旋而建。现在罗马古城中有两座凯旋门，一为提圖斯於公元71年所造，另一为君士坦丁大帝在315年所造，上有精美浮雕。